# Cardio
Cardio (del griego «cardio», que significa «corazón») es el título del décimo octavo álbum de estudio del cantante español Miguel Bosé. Fue publicado el 9 de marzo de 2010 y producido por el propio Bosé y por Nicolás Sorin.
El primer sencillo del álbum, «Estuve a punto de...», se estrenó el 8 de febrero de 2010. El disco se destaca por retomar la línea más electrónica y llamativa de Velvetina (2005), acentuándose esta característica en el siguiente álbum original de Bosé, Amo (2014).
La edición deluxe es un álbum doble, el primero contiene los doce temas de la edición estándar y dos bonus track (un tema inédito y una versión en italiano), mientras que el segundo consta de nueve remixes de afamados DJ's del momento, como Armin Van Buuren, Carl Cox y Tiësto.

## Lista de canciones
Todas las canciones escritas y compuestas por Miguel Bosé y Nicolás Sorín, excepto donde se indique. 
| Cardio - Edición estándar |                        |                               |          |  |
| N.º                       | Título                 | Escritor(es)                  | Duración |  |
| 1.                        | «Estuve a punto de...» |                               | 3:37     |  |
| 2.                        | «Júrame»               | Cirilo Fernández, Bosé, Sorín | 5:19     |  |
| 3.                        | «Dame argumentos»      |                               | 4:50     |  |
| 4.                        | «Por ti»               |                               | 4:05     |  |
| 5.                        | «A mí me da igual»     |                               | 3:46     |  |
| 6.                        | «Cardio»               |                               | 3:17     |  |
| 7.                        | «El perro»             |                               | 4:59     |  |
| 8.                        | «¿Hay?»                |                               | 4:54     |  |
| 9.                        | «La verdad»            |                               | 5:26     |  |
| 10.                       | «Ayurvédico»           |                               | 3:30     |  |
| 11.                       | «Y poco más»           |                               | 3:43     |  |
| 12.                       | «Eso no»               |                               | 4:21     |  |
| 51:44                     |                        |                               |          |  |

| Cardio - Edición especial (CD1) |                              |                                              |          |  |
| N.º                             | Título                       | Escritor(es)                                 | Duración |  |
| 13.                             | «Santo veneno» (Bonus track) |                                              | 2:51     |  |
| 14.                             | «Pet te» (Bonus track)       | Adaptación por Lorenzo "Jovanotti" Cherubini | 4:08     |  |
| 58:43                           |                              |                                              |          |  |

| Remixes (CD2) |                                                      |                               |          |  |
| N.º           | Título                                               | Escritor(es)                  | Duración |  |
| 1.            | «Estuve a punto de...» (Brian Cross Deep Love Remix) |                               | 6:09     |  |
| 2.            | «Ayurvédico» (Carl Cox Ragga mix)                    |                               | 6:25     |  |
| 3.            | «Cardio» (Roger Sánchez Release Yourself Remix)      |                               | 7:40     |  |
| 4.            | «El perro» (Wally López remix)                       |                               | 5:12     |  |
| 5.            | «Eso no» (Ferry Corsten remix)                       |                               | 6:56     |  |
| 6.            | «Por ti» (Above & Beyond remix)                      |                               | 8:32     |  |
| 7.            | «Júrame» (Armin Van Buuren remix)                    | Cirilo Fernández, Bosé, Sorín | 6:44     |  |
| 8.            | «Dame argumentos» (Tiësto remix)                     |                               | 6:45     |  |
| 9.            | «Por ti» (Brubaker XL remix)                         |                               | 7:12     |  |
| 61:35         |                                                      |                               |          |  |

## Posiciones en listas
| Lista (2010)                              | Posición máxima | Certificación          | Ventas |
| ----------------------------------------- | --------------- | ---------------------- | ------ |
| Estados Unidos Billboard Top Latin Albums | 7               | -                      | -      |
| Estados Unidos Billboard Latin Pop Albums | 3               | -                      | -      |
| Chile Top 100                             | 1               | Disco de Oro           | 5.950  |
| México Top 100                            | 1               | Disco de Oro y Platino | 90.000 |
| España Top 100                            | 1               | Disco de Platino       | 60.000 |
| Italia Classifica FIMI Album              | 6               | -                      | -      |

## Créditos de realización
- Dirección de arte: Jaime Narváez
- Coros: Dany Reus, David Ordas, Nacho Lezcano
- Bajo: Daniele Camarda
- Programación de bajo: Mikel Irazoki
- Chelos: de la Orquesta Sinfónica De Madrid: Gregory Lacour, Paul Friedhoff, Luis Cosme González
- Coproducción: Pepo Scherman
- Contrabajo: de la Orquesta Sinfónica De Madrid: Holger Ernst
- Diseño y maquetación: Ana Galvín, Dani Levé
- Percuciones: Geoff Dugmore, Yuri Nogueira
- Productor ejecutivo: José Luis De La Peña
- Guitarra, Piano, Teclados y programación: Organ Würlitzer
- Coros: Nicolas Sorin
- Claxon: de la Orquesta Sinfónica De Madrid: Fernando Puig, Héctor Escudero
- Remasterización: Claudio Giussani
- Mezclas: Andy Bradfield
- Asistente de mezclas: Carlos Hernández
- Orquesta: Orquesta Sinfónica De Madrid
- Órgano: Luca Frasca
- Estilismo: Berta Álvarez, Bárbara Morán
- Fotografía: Isaac Morell
- Producción: Miguel Bosé, Nicolas Sorin
- Grabación: Pepo Scherman
- Asistente de grabación: Caco Refojo, Carlos Hernández
- Saxofón: Miguel Malla
- Violín y trompeta: Marina Sorin
- Trombón: de la Orquesta Sinfónica De Madrid: Alejandro Galán, Gilles Lebrun
- Trompeta: Juanfa Suárez
- Trompetas: de la Orquesta Sinfónica De Madrid: Alexander Tatnell, Andrés Micó, Ricardo García
- Tuba: de la Orquesta Sinfónica De Madrid: Walter Stormont
- Viola: de la Orquesta Sinfónica De Madrid: Alex Rosales, Hanna Ambros, Sergio Vacas, Zvetlana Arapu
- Violín: de la Orquesta Sinfónica De Madrid: Arturo Guerrero, David Tena, Farhad Sohrabí, Jan Poda, Victor Ardelean, Zograb Tatevosyan; Angeles Egea, Eduardo Muñoz, Esperanza Velasco, Laurentiu Grigorescu, Marina González, Varghaollah Badiee
- Interpretación: Miguel Bosé
- Escritores, Composiciones y Arreglos: Cirilo Fernández, Miguel Bosé, Nicolas Sorin